# Dubiepeira dubitata
Dubiepeira dubitata là một loài nhện trong họ Araneidae die voorkomt năm Venezuela đến Brasil.
Het kopborststuk van deze spin is donkerbruin met een zwarte middenband. De poten zijn zwart met lichtgeel gebandeerd. Het achterlijf is limoengroen met 4 stippen. Kan daardoor ook verward worden met komkommerspinnen, maar deze soort is robuuster gebouwd.